# Somnifobia
Somnifobia (łac. somnus/somni – sen, phobia – strach), zwana również hipnofobią (gr. hypos – sen) —  uporczywy lęk przed snem i zasypianiem.
Każdego roku zaburzenie atakuje tysiące osób. Niekiedy jest na tyle poważne, że może zakłócać normalne funkcjonowanie fizyczne, psychiczne i emocjonalne. Długotrwały brak snu wpływa negatywnie na nastrój, zachowanie, uniemożliwia wykonywanie codziennych obowiązków, powoduje ciągłe zmęczenie, może być przyczyną pogorszenia się jakości życia. W efekcie zaburzenie może wywoływać niepokój, drażliwość, agresję a nawet depresję.

## Objawy
Objawy występują najczęściej wieczorami lub przed samym ułożeniem do snu:
- niepokój,
- duszności,
- zawroty głowy,
- nadmierne pocenie się,
- nudności,
- drżenie rąk,
- kołatanie serca,
- ciągłe zmęczenie,
- niemożność mówienia lub jasnego myślenia,
- poczucie zagubienia,
- panika.

Objawy mogą być różne dla różnych pacjentów i każdy będzie je odczuwał na swój własny sposób.

## Przyczyny
- porażenie przysenne
- poczucie utraty kontroli
- nawracające koszmary
- traumatyczne wydarzenie przeżyte w czasie snu, najczęściej w dzieciństwie (np. pożar, atak zwierzęcia lub człowieka, nieobecność rodziców po przebudzeniu)
- silny stres
- zaburzenia lękowe

Zdarzają się również przypadki "przejęcia" fobii od innych osób z otoczenia lub wywołania jej przez filmy i telewizję.

## Zagrożenia
U dzieci zaburzenie jest trudne do zdiagnozowania, ponieważ łatwo je pomylić z dziecięcymi kaprysami. Dlatego bardzo ważna jest uważna obserwacja zachowań dziecka. W przypadku długotrwałego problemu z zasypianiem warto zasięgnąć porady psychologa, poznanie przyczyn i podjęcie odpowiedniej terapii.
U dorosłych somnifobia wpływa negatywnie na stosunki z bliskimi i współpracownikami. Przewlekłe zmęczenie może być niebezpieczne dla chorego i jego otoczenia, zwłaszcza w przypadku opieki nad dziećmi i wykonywania odpowiedzialnej lub niebezpiecznej pracy. Ostatecznie może być przyczyną utraty pracy z powodu słabych wyników i rozbicia rodziny z powodu ciągłego przemęczenia.
Chory często unika rozmów o swoim problemie, czym zmusza się do życia w strachu – nie tylko przed snem, a zamknięcie się w sobie może pogłębiać objawy. Leczenie somifobii kosztuje setki i tysiące dolarów w ciągu całego życia, ale to chory swoim zdrowiem i dobrym samopoczuciem płaci najwyższą cenę.

## Leczenie
W trakcie terapii lekarz uczy odzyskiwać kontrolę nad emocjami i przezwyciężyć fobię. Możemy ćwiczyć umysł do łączenia różnych, pozytywnych uczuć przeciw bodźcom, które wyzwala fobia. Sesje z psychologiem obejmują doradztwo, medytację i psychoterapię.
Leczenie farmakologiczne może być pomocne, czasowo tłumiąc objawy, ale nie rozwiąże problemu, a działania niepożądane i objawy odstawienia mogą być niewspółmiernie uciążliwe.
Bardzo istotne jest wsparcie, zrozumienie i opieka bliskich.
Leczenie może być wspomagane poprzez medytację lub czytanie książek, które zrelaksują umysł przed pójściem spać.